# Azdavay (district)
Azdavay is een Turks district in de provincie Kastamonu en telt 7.392 inwoners (2011). Het district heeft een oppervlakte van 772,0 km². Hoofdplaats is Azdavay.
De bevolkingsontwikkeling van het district is weergegeven in onderstaande tabel.
| 1997  | 2000  | 2007  | 2011  |
| ----- | ----- | ----- | ----- |
| 9.805 | 9.019 | 7.878 | 7.392 |